# معبد نیوتسوهیمه
معبد نیوتسوهیمه، نیبوتسوهیمه (به ژاپنی: 丹生都比売神社, Niutsuhime-jinja, Nibutsuhime-jinja) یک معبد شینتویی در استان واکایاما در ژاپن است.